# 綾部蓮
綾部 蓮（あやべ れん、1997年2月13日 - ）は、日本の男性プロレスラー。本名も同じ。埼玉県出身。全日本プロレス所属。身長200cm。

## 来歴
学生時代から恵まれた体格を活かし、バスケットボールや柔道に勤しむ。プロレス中継で目にしたオカダ・カズチカに魅了されプロレスに興味を持つようになる。

### プロフェッショナルレスリングJUST TAP OUT - JTO
プロレス会場でTAKAみちのくにスカウトされる形で、2020年プロフェッショナルレスリングJUST TAP OUTに入門。当初は練習生Aと呼ばれており、その身長から練習生でも会場で目立つ存在となる。デビュー前ながらKING of JTOを防衛したTAKAみちのくに挑戦を直訴するも、TAKAより「段階を踏め」と言われ、同時にリングに上がったKANONとのデビュー戦を9月2日後楽園ホール大会にて行う。
デビュー戦の2日後にはZERO1に参戦、2021年には石川修司と、2022年には鈴木みのると対戦するなど、ヘビー級の大器として期待をかけられる。同年のJTOトーナメントは準優勝に食い込む。7月24日に全日本プロレスに初参戦、王道トーナメントにも初参戦するも、1回戦でジェイク・リーに敗北。
8月29日、肺気胸を患い欠場。12月19日に復帰。
2023年、JTOトーナメントで初優勝を飾ると、4月9日新木場1stRING大会にてKING of JTO王者ヤス・ウラノに挑戦、変形フルネルソンツリーで勝利し王座初戴冠。一度防衛するも、7月17日に武蔵龍也に敗れ陥落。
同年、全日本プロレス第10回王道トーナメントに参戦するも1回戦で石川修司に敗戦。以後石川とは長身コンビ「ハイツハイツ」として活動し、9月8日にはハイツハイツで斉藤ジュン&斉藤レイ組の保持するG-INFINITY王座に挑むも敗戦。
11月10日後楽園ホール大会にて、J1リーグ決勝戦で武蔵龍也を破りJTO無差別級王座の初代王者となる。
同年の全日本プロレス・世界最強タッグ決定リーグ戦にハイツハイツで初参戦するも、勝ち点6の最下位に終わる。
12月31日、JTOを退団。

### フリー - 全日本プロレス
2024年当初はフリーランスとして活動。しかし精彩を欠くことが多く、3月1日にはJTO無差別級王座を失冠。
3月20日にはプロレスリング・ノア横浜大会「LIMIT BREAK ex.」に参戦。石川修司とのハイツハイツで秋山準&齋藤彰俊組と対戦、20分時間切れ引き分けとなった。
3月30日、全日本プロレス大田区体育館大会にて試合後にリングで入団を直訴。選手会長・宮原健斗からジャージが手渡され、4月1日付けで正式に入団した。
本名はTAKAみちのくの方針でJTO時代から非公表とされていたが、Youtubeチャンネル「ありがとう！TV」『プロレス大好き大集合』の5月26日公開の動画にて本名は綾部蓮だと自ら公表。
9月14日から22日まで行われた第11回王道トーナメントで優勝。

## 得意技

### フィニッシュ・ホールド
デスルーレット
チャンピオン・カーニバル2024からのフィニッシャー。旋回式のラストシューティング。

### 投げ技
ドラゴン・スープレックス
ラストシューティング
フルネルソンボム
レンドライバー
アームホイップの形で投げたところに、みちのくドライバーⅡのような体制でジャンプしながら自分の両足を前方へ開脚して尻餅を着くように着地し、相手の後頭部から背面にかけてを叩き付けるように投げ落とす技。
ブレーンバスター

### 打撃技
ドロップキック
ハイキック
ジャンピング・ネックブリーカー・ドロップ

### 絞め技・極め技
アイアンメイデン
チキンウィング式のドラゴンスリーパー。絞め技のフィニッシャーで前哨戦や体重の重い選手、大型の選手の場合はこちらで決まることもある。
フルネルソンツリー
フルネルソンで両腕を極め高身長を活かして宙づり状態にする。

## タイトル歴
全日本プロレス
- 王道トーナメント 優勝（2024年）

JTO
- 第4代KING of JTO
- 初代JTO無差別級王座
- JTOトーナメント 優勝（2023年）

## 入場曲
- PURPLE RAIN / HK PROJECT

## メディア出演
- かまいガチ（テレビ朝日系全国ネット、2024年9月25日）